# Classified
Люк Бойд, более известный как Classified — канадский рэпер, продюсер из городка Энфилд, Новая Шотландия.

## Карьера
Лукас Бойд родился в маленьком городке Энфилд с населением чуть более 3000 жителей в морской провинции Новая Шотландия. Первый свой альбом «Time’s Up, Kid» он записал в 1995 году на собственном лейбле Half Life Records. Именно с этого альбома берут отсчёт восемь долгих лет нелёгкого труда самостоятельного музыкального продвижения.
В течение восьми лет он записывался как независимый хип-хоп исполнитель, успев за этот период издать собственными силами восемь альбомов и ЕР. Всё изменилось в 2003 году с выходом девятого альбома «Trial & Error», после записи которого он подписал контракт с URBNET Records, имеющей штаб-квартиру в Торонто. На тот момент интересы этого лейбла защищал EMI Music Canada. К записи альбома были привлечены Eternia и DL Incognito, а также ветеран Канадского рэпа Maestro. По итогам 2004 года «Trial & Error» стал одним из наиболее продаваемых хип-хоп альбомов Канады.
2003—2004 годы Classified посвящает раскрутке альбома «Trial & Error», сняв два видео к синглам «Just the Way It Is» и «Unexpected», а также для записи своего следующего альбома, он начинает сотрудничать с Royce da 5'9" из Shady Records, принадлежащей Universal Music Group. Как раз тогда о нём заговорили как о самом сильном Канадском хип-хопере Атлантического побережья.
Десятый по счёту альбом «Boy-Cott-In the Industry» (2005) окончательно закрепил статус Classified как одного из лидеров Канадской хип-хоп культуры. В записи приняли участие: Trent James, Royce Da 5’9", Jay Bizzy, J-Bru, A-Wall, Spesh K, а также Mic Boyd и Kid Vishis. На данный момент альбом считается самым успешным в карьере Люка. Синглы «The Maritimes», «5th Element» и «No Mistakes» надолго осели в Top 20 hits на MuchMusic и MTV Canada на протяжении года. Уже тогда в топы попал новый сингл «Find Out», который выполнял рекламную функцию нового альбома. Видео к синглу «No Mistakes», „плотно атаковавшее“ ротацию всех музыкальных каналов, забрало награду MMVA (MuchMusic Video Awards) за лучшее рэп-видео. Ещё альбом «Boy-Cott-In the Industry» удостоился номинации премии Juno Award за лучший рэп-альбом года.
В 2006 году выходит альбом «Hitch Hikin' Music». Альбом получился более зрелым, что хорошо заметно по первым новым синглам, попавшим в топы за период с 2006 по 2007 год: «Fall From Paradise», «All About U»… Альбом был записан в сотрудничестве с Jay Bizzy, Mic Boyd, Jordan Croucher, Preacher K, White Mic… А сингл «Find Out» из этого альбома получил награду East Coast Music Award 2007 в номинации лучший рэп/хип-хоп сингл. Также альбом был опять номинирован на Juno Award, за лучший рэп-альбом года.
В начале 2009 года выстреливает новый сингл «Anybody Listening», стартуя с 52-го места в Canadian Hot 100. Сразу после этого выходит новый, тринадцатый альбом — «Self Explanatory». Альбом получает высокие оценки критиков и берёт старт с 25-го места в Canadian Albums Chart, в этот чарт Classified попадает впервые. В том же 2009 году на MuchMusic Video Awards Люк получает награду «лучшее хип-хоп видео года» за «Anybody Listening».
Но наиболее громкого успеха достиг Classified в начале 2010 года с выходом сингла «Oh…Canada», сразу взлетевшего на 14-ю позицию Canadian Hot 100 и ставшего платиновым в Канаде по версии ассоциации CRIA. Также этот сингл удостоился трёх премий Juno Award 2010, и одной победы в 2011 году, тоже на Juno Award.
22 марта 2011 года выходит четырнадцатый альбом «Handshakes and Middle Fingers», первый сингл из альбома «That Ain’t Classy» берет старт с 45-го места в Canadian Hot 100, сам же альбом занимает 7-ю позицию в Canadian Albums Chart, что делает его наивысшим чартовым достижением в истории Classified.
В начале 2013 года, Classified заканчивает работу над своим юбилейным — 15-м по счёту альбомом — «Classified». 22 января на музыкальных прилавках Канады и США альбом появился в свободной продаже, взяв старт с 1-й позиции Canadian Albums Chart. Позже он достигнет золотого статуса. С выходом этой работы Люк попал на вершину Канадского хип-хопа, добившись общего признания.

## Дискография
- Time’s Up, Kid — 1995
- One Shot — 1996
- What Happened — 1996
- Information — 1997
- Now Whut! — 1998
- Touch of Class — 1999
- Unpredictable — 2000
- Union Dues — 2001
- Trial & Error — 2003
- Boy-Cott-In the Industry- 2005
- Hitch Hikin' Music — 2006
- While You Were Sleeping — 2007
- Self Explanatory — 2009
- Handshakes and Middle Fingers — 2011
- Classified — 2013
- Greatful - 2016